# Grbavci, Podgorica
Grbavci este un sat din municipiul Podgorica, Muntenegru. Conform datelor de la recensământul din 2003, localitatea are 552 de locuitori (la recensământul din 1991 erau 467 de locuitori).

## Demografie
În satul Grbavci locuiesc 386 de persoane adulte, iar vârsta medie a populației este de 35,2 de ani (34,0 la bărbați și 36,4 la femei). În localitate sunt 131 de gospodării, iar numărul mediu de membri în gospodărie este de 4,21.
|  |

| Demografie | Demografie | Demografie |
| An         | Locuitori  | Locuitori  |
| ---------- | ---------- | ---------- |
|            |            |            |
|            |            |            |
|            |            |            |
|            |            |            |
| 1948       | 395        |            |
| 1953       | 443        |            |
| 1961       | 438        |            |
| 1971       | 471        |            |
| 1981       | 465        |            |
| 1991       | 467        | 466        |
| 2003       | 552        | 552        |

| \| Componența etnică conform recensământului din 2003[2] \| Componența etnică conform recensământului din 2003[2] \| Componența etnică conform recensământului din 2003[2] \| Componența etnică conform recensământului din 2003[2] \| Componența etnică conform recensământului din 2003[2] \| \| ----------------------------------------------------- \| ----------------------------------------------------- \| ----------------------------------------------------- \| ----------------------------------------------------- \| ----------------------------------------------------- \| \| \| \| \| \| \| \| Muntenegreni \| Muntenegreni \| \| 382 \| 69,2% \| \| Sârbi \| Sârbi \| \| 158 \| 28,62% \| \| Iugoslavi \| Iugoslavi \| \| 2 \| 0,36% \| \| Croați \| Croați \| \| 1 \| 0,18% \| \| necunoscută \| necunoscută \| \| 0 \| 0% \| |              |  |     |        |
| Componența etnică conform recensământului din 2003 |              |  |     |        |
| |              |  |     |        |
| Muntenegreni | Muntenegreni |  | 382 | 69,2%  |
| Sârbi | Sârbi        |  | 158 | 28,62% |
| Iugoslavi | Iugoslavi    |  | 2   | 0,36%  |
| Croați | Croați       |  | 1   | 0,18%  |
| necunoscută | necunoscută  |  | 0   | 0%     |